# 郭万林
郭万林（1960年10月—），陕西眉县人，中国力学家。南京航空航天大学教授。2017年当选为中国科学院院士。

## 生平
1985年毕业于西北工业大学，1991年获西北工业大学博士学位。